# Pueblo urhobo
Los urhobos son un pueblo que habita en el sur de Nigeria, cerca del noroeste del Delta del Níger. Los urhobo son el principal grupo étnico del estado del Delta, uno de los 36 estados de la República Federal de Nigeria. Los urhobos hablan el idioma urhobo.
La palabra «urhobo» se refiere a un grupo de personas más que a un territorio. Aproximadamente cuatro millones de personas son urhobos. Tienen una afinidad social y cultural con el pueblo edo de Nigeria. El pueblo urhobo vive en un territorio delimitado por latitudes 6° y 5°, 15° Norte y Longitudes 5°, 40° y 6°, 25° Este en el Delta y los estados de Bayelsa de Nigeria. Sus vecinos son los isoko al sureste, los itsekiri e ijaw al oeste, los pueblos edo, los bini al norte, los ijaw al sur y los ukwuani al noreste.
El territorio de urhobo consiste en bosques siempre verdes con muchos árboles de palma aceitera. El territorio está cubierto por una red de arroyos, cuyo caudal y caudal se ven afectados directamente por las estaciones. La temporada de lluvias es tradicionalmente de abril a octubre, y la estación seca va de noviembre a marzo.

## Idioma
El idioma urhobo también es conocido como agbarho, agbon, sobo, udu o ujevwe. Está clasificado como miembro de los grupos de lenguas nigerocongolesas, atlántico-congolesas, Volta-Congo, Benue-Congo, Edoid (subgrupo suroccidental).
En el siglo XXI las zonas de Nigeria que registran mayor cantidad de hablantes urhobo son el  Estado del Delta: Ethiope East, Ughelli North y Ughelli South LGA, áreas de Sapele y Warri; y el Estado de Edo: Orhiomwon e Ikpoba-Okha LGA.
Se estima una población global de 1.124.000 hablantes de urhobo. Cuenta con escritura.

## Localización
Urhobo está físicamente incrustado en el cinturón de bosque atlántico que se extiende desde Senegal en África occidental hasta Angola en África central. Históricamente, esta región fue la más prístina de toda África. Hasta que los portugueses irrumpieron en sus territorios a finales del siglo XV, los pueblos de los bosques cultivaron sus propias formas de civilización, al margen de las influencias externas. Este cinturón forestal de África occidental no fue alcanzado ni por las antiguas influencias cristianas, que tenían una gran presencia en el norte de África, ni por las fuerzas islámicas que llegaron tan al sur como la tierra hausa en el siglo XI. Si bien África oriental e incluso África central fueron tocadas por influencias asiáticas y árabes de todo el Océano Índico, como lo demuestra la amalgama del idioma swahili, ninguna influencia transatlántica similar rompió el cinturón forestal hasta la llegada de los portugueses a fines del siglo XV".
Profesor Peter Palmer Ekeh, fundador de la Sociedad Histórica Urhobo

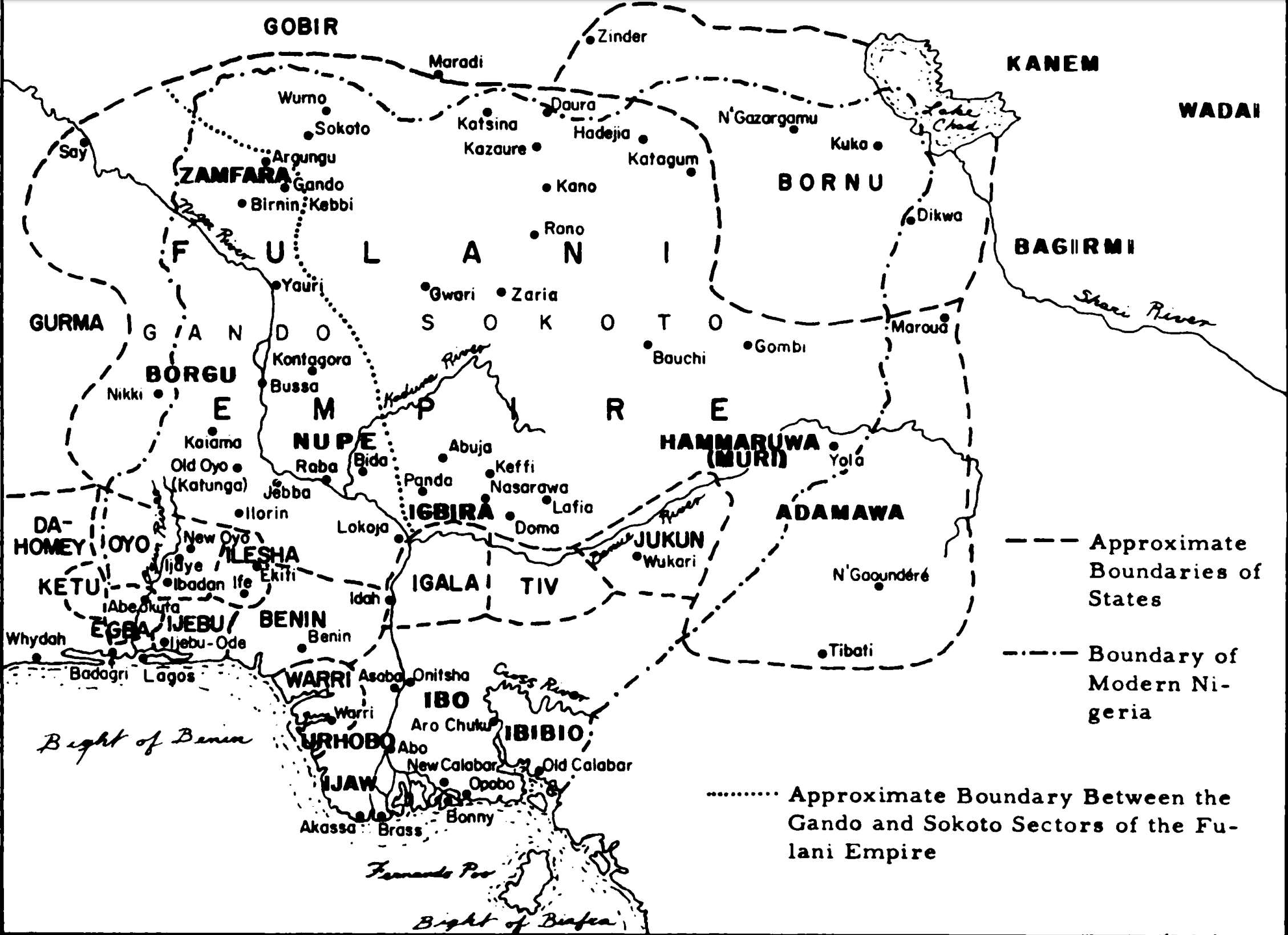
Mapa de Nigeria del ; los urhobo están marcados, al sur, como «IRHOBO».

La mayor parte de los urhobo reside en los estados del sudoeste de Delta y Bayelsa en Nigeria, también conocido como el Delta del Níger. Ofoni es una comunidad urhobo en Sagbama, Área de Gobierno Local, en Bayelsa. Ofoni está a unos 40 kilómetros por agua de Sagbama. Muchos urhobos viven en ciudades pequeñas y grandes en regiones o áreas de gobierno local en Ughelli, Warri, Abraka, Orerokpe y Sapele. Algunas ciudades y pueblos importantes de urhobo incluyen Okparabe, Arhavwarien, Warri, Sapele, Abraka y Ughelli.
Los urhobos también tienen grandes asentamientos en Ore, Owo y Okitipupa en el estado de Ondo, Ajegunle y otros lugares en el estado de Lagos, Oro en el estado de Kwara, así como en otros grupos en Nigeria.

## Historia

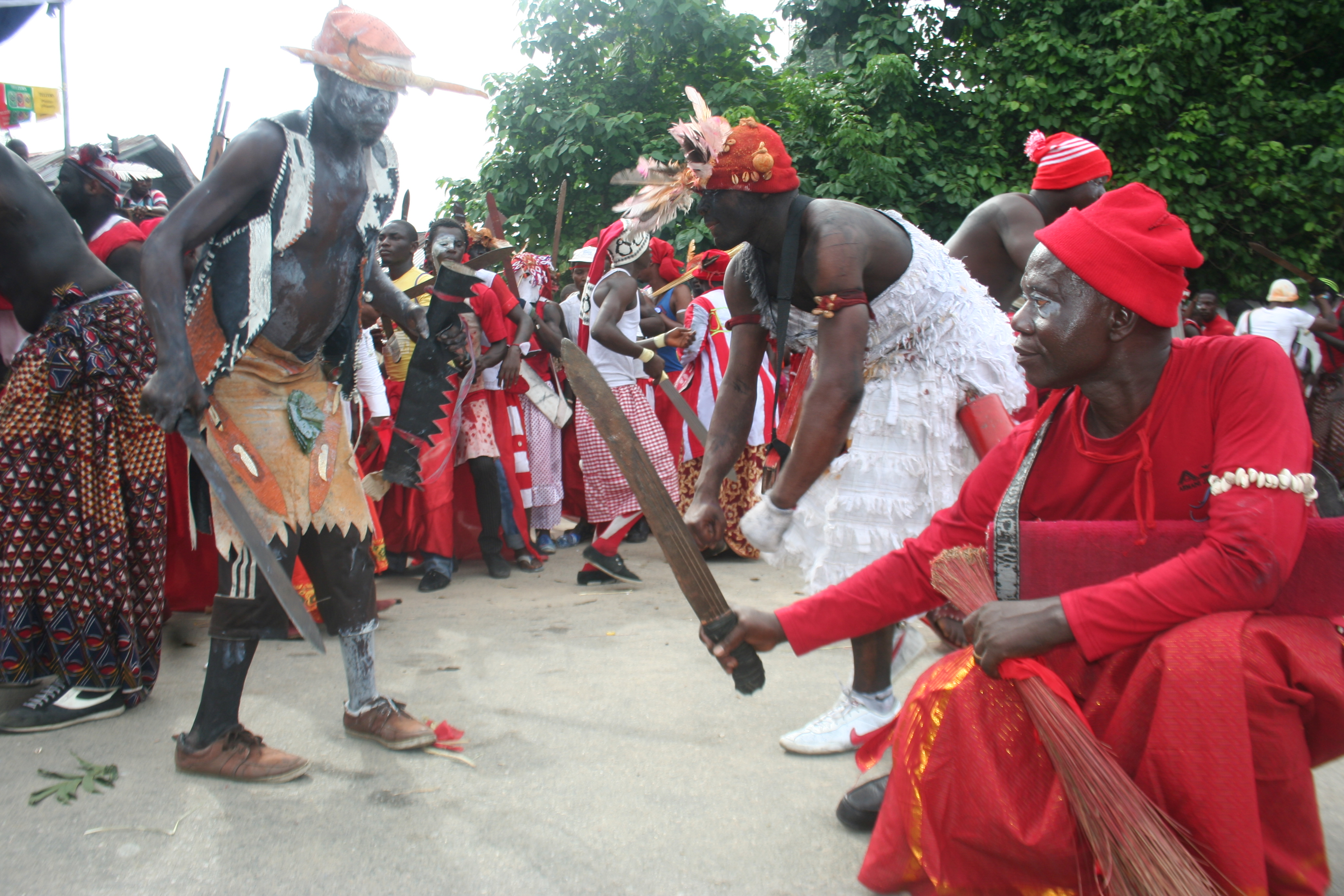
Danza de la victoria, urhobo

Formaron parte del área de influencia política y comercial de reino de Benín. Hacia 1800, el reino de Benín se extendía sobre un territorio equivalente a la mitad oriental de la región entre los ríos Mono y Níger. Abarcaba los estados yoruba orientales de Ekiti, Ondo y Owo, las comunidades igbo occidentales al oeste del delta del Níger, así como los territorios urhobo, itsekiri e ijo al sur.
El vecino reino o principado de Warri fue el centro comercial más importante de la región entre los siglos XV al XIX. Los urhobo llevaban sus productos a intermediaros del pueblo itsekiri que se encargaban de comerciarlos con otros grupos locales o con los europeos que llegaban a la zona del delta del río Níger. Este tráfico de mercancías incluía la trata de esclavos, en la que estuvieron involucrados los urhobo, el aceite de palma y el aceite de palmiste.
En 1897 las fuerzas coloniales inglesas ordenaron la deportación del jefe o rey de los urhobo por negarse a formar parte de las fuerzas de ocupación de la población de Benín, capital del reino del mismo nombre.
En 1927 se levantaron contra la administración colonial inglesa.
En el siglo XX la industria petrolera del delta del Níger provocó enfrentamientos entre las etnias. Desde 1997 hay una competencia por el control político de la ciudad de Warri. Los pueblos ijaw, itsekiri y urhobo se enfrentaron entre sí  con el objetivo de obtener una mayor participación en los contratos y puestos de trabajo que ofrecen las compañías encargadas de la explotación. Los enfrentamientos llegaron a la violencia armada y varios episodios con la muerte de civiles y trabajadores extranjeros.

## Sociedad

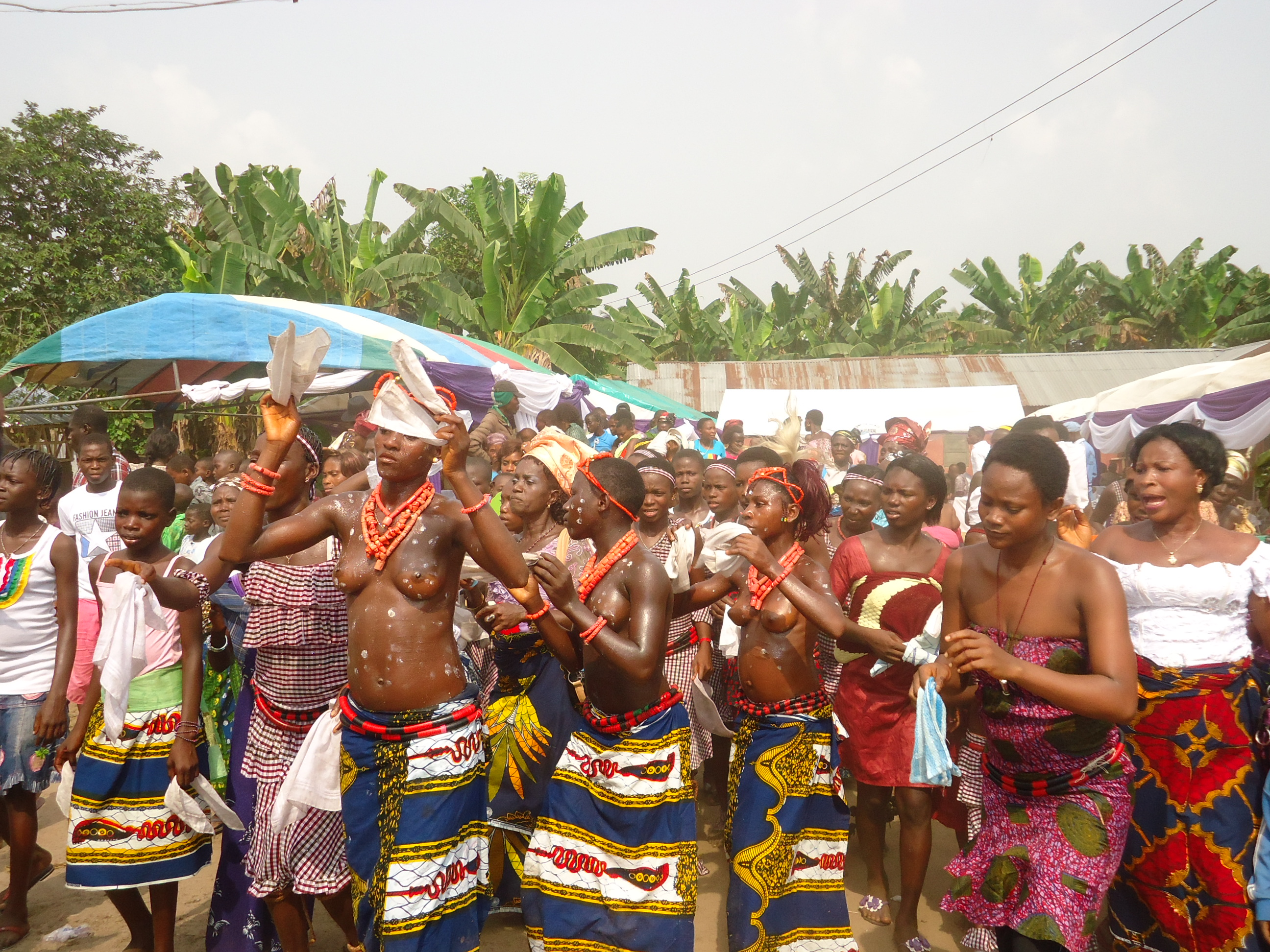
Danza ritual Eha emete en Esaba.

El grupo urhobo forma parte de la etnia edo que abarca numerosos pueblos, que se extienden desde el interior hasta el delta del río Niger y su periferia occidental. A su vez están integrados en una potente área cultural que los relaciona con los yoruba, aja, borgu y los otros pueblos miembros de la etnia edo. El flujo e integración entre estos grupos llevó a que ya en el siglo XIX los trabajos de interpretación etnográficos los trataran como una única civilización. Los urhobo tienen aproximadamente 21 subgrupos, que incluyen a los agbon, ughelli y ogor. Entre sus vecinos se encuentran los Itsekiri, Ijo e Isoko.
Las aldeas tradicionales eran autónomas. Un consejo se encargaba de coordinar y solucionar los posibles conflictos entre clanes. El poder político y religioso se repartía entre jefes  de los diversos linajes de la etnia. El conjunto de estas jefaturas formaba el consejo de dirección de los urhobo.
Muchas comunidades de urhobo fueron gobernadas y organizadas en sistemas de grados de edad. Las mujeres urhobo se organizaron en tres categorías de edad: ekwokweya (mujeres de 50 años o más), eghweya (mujeres casadas de 15 a 50 años) y emete (niñas solteras menores de 15 años). El último grupo se encargaba de hacer mandados, cuidar a los niños pequeños y mantener limpios los espacios públicos. Opha es el nombre de la ceremonia que oficiaba de ritual de paso entre la infancia y la edad adulta en las mujeres.

## Economía

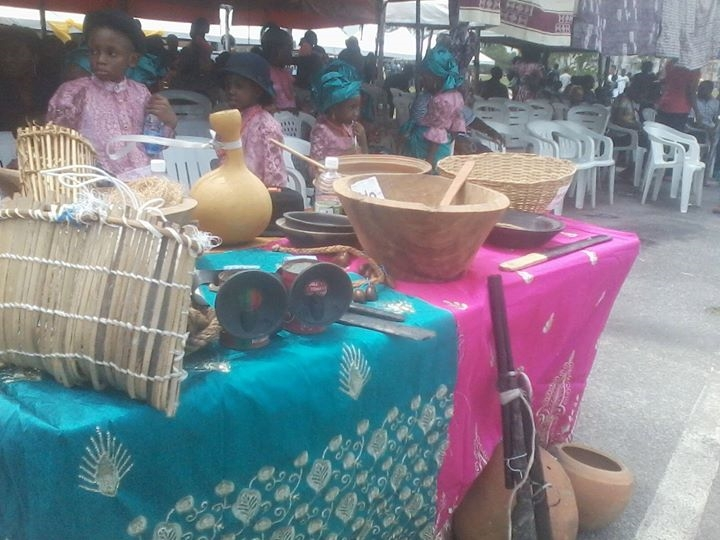
Urhobo, mercado tradicional

Huerta de subsistencia, explotaciones de aceite de palma, cacao y caucho son los rubros más importantes de su agricultura. La caza y la pesca complementan los bienes de consumo. Desde la independencia de Nigeria, algunos poblados se reconvirtieron al sector de la industria de la madera. Los principales cultivos destinados al consumo local son la mandioca, el maní y el banano.

## Religión

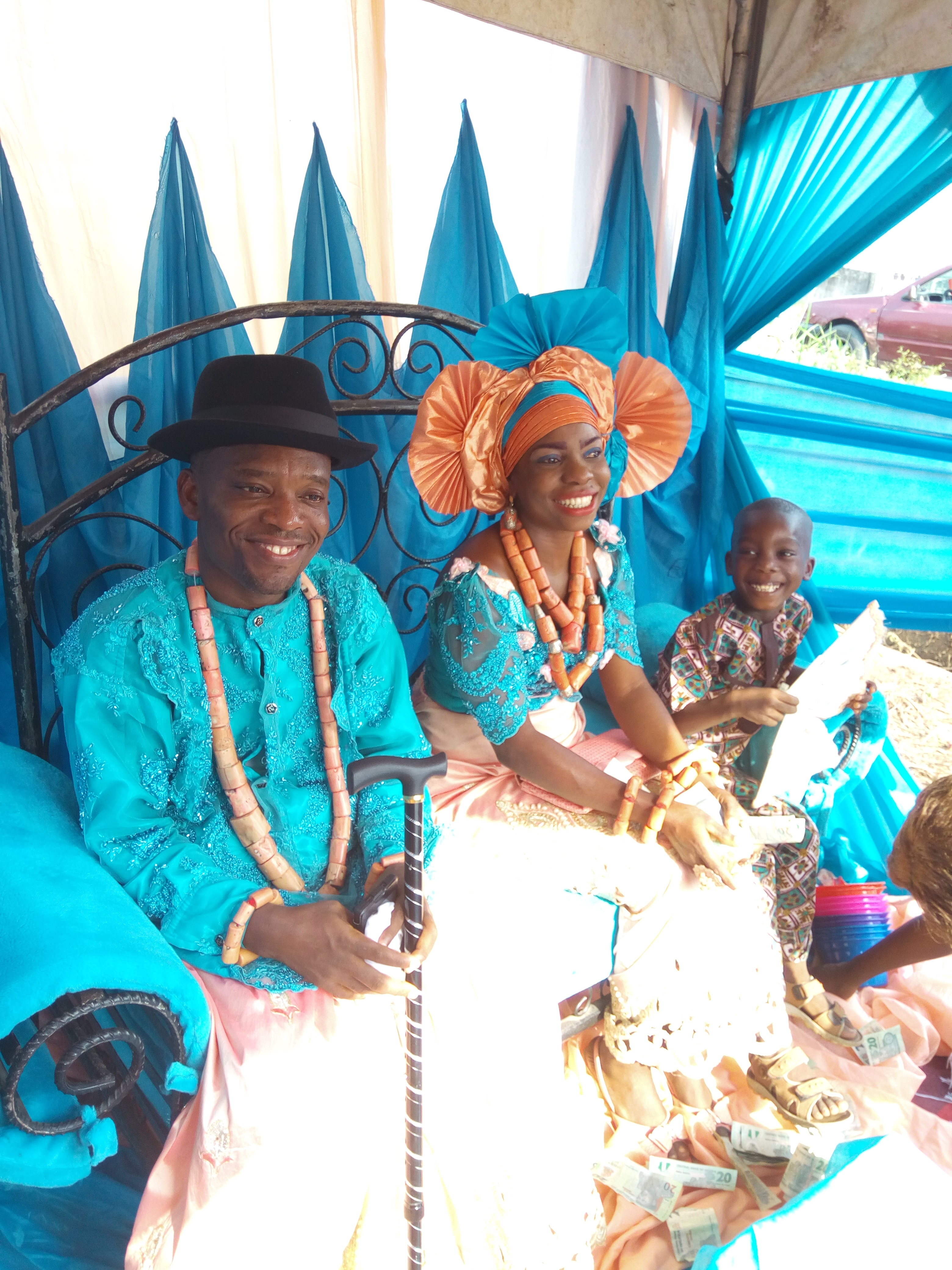
Urhobo, ceremonia matrimonio tradicional

Oghene (Oghenu-kpabe) es el nombre que recibe la deidad suprema en la cosmovisión espiritual tradicional de los pueblos urhobo e isoko. Es una presencia benévola y celestial que habita entre los cielos y la tierra. Otorga un espíritu protector (emema) a cada persona, que se encargará de su bienestar y  que tras la muerte se integrará al inframundo donde continuará su existencia.
En el siglo XXI el 99% de los urhobo son cristianos. Un 50% católicos, 25% anglicanos, 15% evangélicos, 10% protestantes.

### Leyendas
El perro, el sapo y la muerte:
El perro y su debilidad por la comida está presente en el repertorio mitológico o fantástico de los pueblos africanos. El mito sobre el origen de la muerte que relatan miembros de los pueblos isoko y urhobo señala que originariamente la gente era inmortal, pero el mundo se superpobló. Entonces humanos y el resto de los animales discutieron sobre qué hacer. Un sapo dijo que la solución era que la gente muriera. Un perro, debido a su estrecha relación con los humanos, no estuvo de acuerdo y argumentó que el Dios Supremo, Oghene, debería simplemente agrandar el mundo.
Entonces los humanos enviaron al perro y al sapo a decirle a Oghene lo que pensaban, con la condición de que el primero que llegara impondría su opinión. Sabedor de que su velocidad lo convertiría en el ganador, el perro se detuvo a comer en el camino y se quedó dormido. El sapo llegó primero y Oghene aceptó su opinión.

## Galería
|                        |
| Máscara ritual urhobo. |

|                        |
| Máscara ritual urhobo. |

|                   |
| Escultura urhobo. |

|                   |
| Escultura urhobo. |

|                     |
| Danza Orerokpe Ima. |

|        |
| Otega. |